# Ica (popolo)
Gli Ica (o anche Arhuaco, Bintuk, Ijca) sono un gruppo etnico della Colombia, con una popolazione stimata di circa 34.711 persone. Questo gruppo etnico è principalmente di fede animista ma crede in Dio, creatore del mondo, che viene chiamato Kaka Serangua.
Gli Ika parlano la lingua Ica (codice ISO 639: ARH).
Vivono sul versante sud della Sierra Nevada de Santa Marta. Il loro villaggio, chiamato Nabusimakè, è situato in una valle di rara bellezza, a circa 2000 metri di altezza.
Per la comunità di Arhuaca, la produzione di tabacco e foglie di coca fa parte della loro tradizione. Attribuiscono la foglia di coca agli indiani Arhuaco, che la coltivano sin dalla sua nascita, che risale a più di 500 anni fa. Tuttavia, la comunità non ha smesso di coltivarla, e ne giustifica la coltivazione come pianta medicinale, ricorso a cui la comunità ha dovuto ricorrere per continuare a piantare foglie di coca.

## Comunità
Gli Arhuacos sono distribuiti in 22 "parcialidades":
- Zona centrale: Nabusímake, la capitale degli Arhuacos; Yechikin e Busin.
- Zona occidentale: Serankua, Windiwameina, Singunei.
- Zona sud: Zigta, Yeurwa, Gumuke, Yeiwin, Seiarukwingumu, Buyuaguenka e Simonorwa.
- Zona sudorientale: Wirwa, Yugaka, Karwa.
- Zona orientale: Sogrome, Donachwi, Timaka, Aruamake, Seinimin e Izrwa.
- Zona Mariangola: Zacasgo Chibcha Popolazione Guane.

Nonostante la popolazione quotidiana sia dispersa, nei villaggi si tengono riunioni e cerimonie. Il principale, Nabusímake, nel comune di Pueblo Bello, ha un significato speciale per gli Arhuaco; è composto da una cinquantina di case quadrate e dai templi circolari (detti anche Kankura) di uomini e donne. Per la comunità di Arhuaca, la produzione del tabacco e della foglia di coca fa parte della loro tradizione, tuttavia la coltivazione della pianta è illegale in Colombia. Gli Arhuaco credono che la coca abbia un potere antico e ne difendono la coltivazione; infatti la comunità di Arhuaca non ha smesso di coltivarla, e ne giustifica la coltivazione come pianta medicinale, risorsa a cui la comunità ha dovuto ricorrere per continuare a piantarla.

## Economia

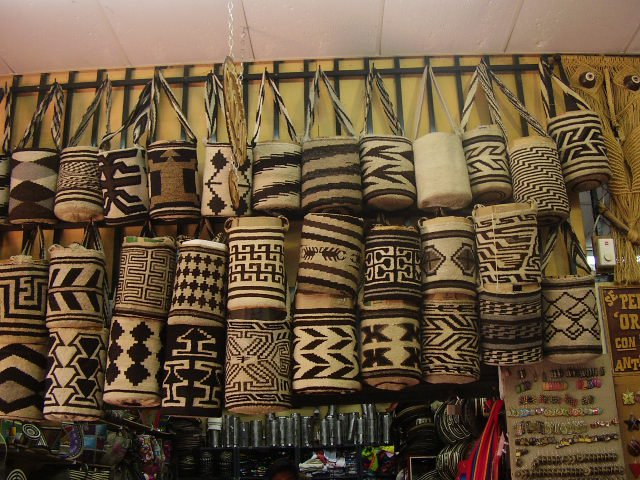
Lo Zaino Arhuaca, uno degli oggetti di artigianato più rappresentativi della Colombia

L'attività economica fondamentale degli Arhuacos è l'agricoltura, orientata principalmente alla sussistenza. In origine ogni famiglia possedeva un appezzamento in terra fredda, un altro in zona climatica media e un altro in zona calda, ma questi ultimi non sono più disponibili perché l'invasione ha causato la riduzione territoriale. Negli altopiani si coltivano patate, cipolle, aglio, fave, cavoli, lattuga, more, pomodorini, zucchine, grano e furcraea. Nelle terre di mezzo mais, fagioli, manioca, arracacha, malanga, cotone, ananas, papaia, guava, frutto della passione, granadilla, arancia, limone, e anche coca (per l'autoconsumo nella vita quotidiana e rituale). Allevano polli. Inoltre gli Arhuaco praticano l'allevamento come importante attività economica, in particolare bovini, ovini e caprini.
La produzione del caffè ha un obiettivo prevalentemente commerciale, ottenere prodotti che non sono disponibili nella comunità. Vendono anche zaini, di cui buona parte della produzione è per uso personale, poiché sono una parte fondamentale del proprio abbigliamento, anche se stanno guadagnando sempre più penetrazione nel mercato dell'artigianato tipico del paese.